# پیکسی

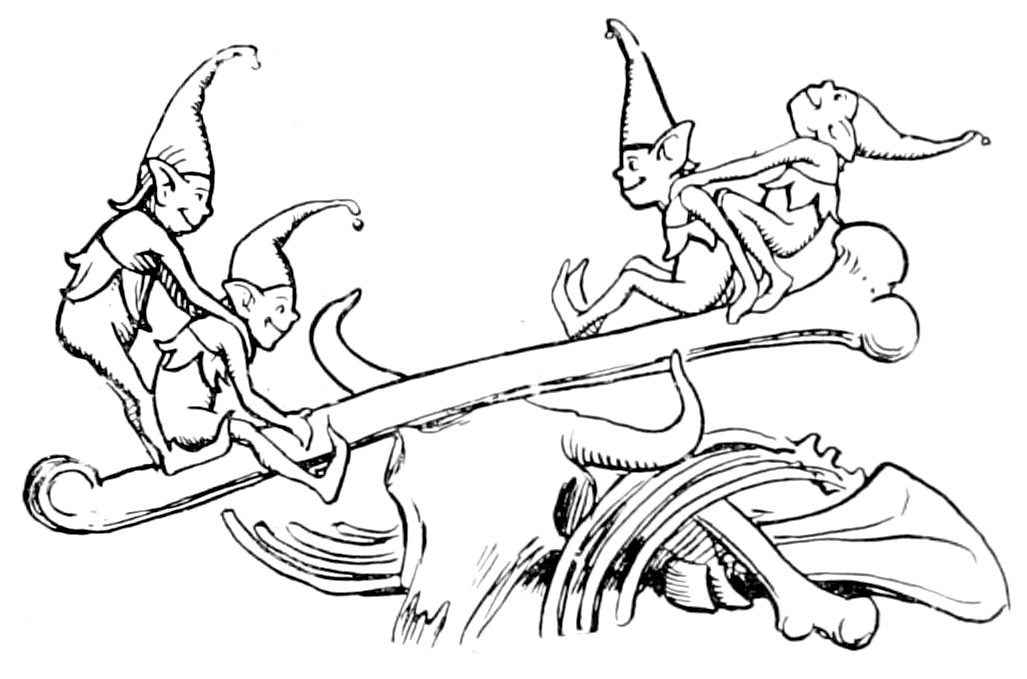

پیکسی‌ها (به انگلیسی: pixie) موجوداتی افسانه‌ای هستند که در فرهنگ‌های بومی، به‌ویژه در اسطوره‌شناسی انگلوساکسون و سلتیک، به عنوان نوعی از جن یا پریزاد توصیف می‌شوند. در برخی روایت‌ها، این موجودات به عنوان نگهبانان طبیعت یا ارواحی مرتبط با نظم و زیبایی طبیعی معرفی شده‌اند. در عین حال، پیکسی‌ها در برخی باورها موجوداتی موذی و بازیگوش به شمار می‌روند که با گمراه کردن انسان‌ها و ایجاد سردرگمی در آن‌ها، سرگرم می‌شوند.

## جزئیات شکلی پیکسی‌ها
پیکسی‌ها موجوداتی بسیار کوچکند و به راحتی درون دست جا می‌شوند. پیکسی‌ها معمولاً دوبال دارند و می‌توانند به راحتی پرواز کنند اما گروهی هم هستند که بال ندارند. آن‌ها موجوداتی بسیار باهوش‌‌اند و یکی از مهم‌ترین بخش‌های صنعت جن‌ها را به وجود آورده‌اند. آن‌ها موجودات شروری‌‌اند و مانند یک بچه از شیطنت‌های مردم آزارانه لذت می‌برند، البته پیکسی‌هایی هم هستند که مهربان باشند.
کارتونی به نام «Pop pixie» ساخته شده‌است که بچه پیکسی‌ها در آن هستند. شخصیت‌های اصلی، چهار دختر کوچک پیکسی، به نام‌های لاکت (Lockette)، آمور (Amore)، چاتا (Chatta)، تون (Tune)، دیجت (Digit) و پیف (Piff) هستند. پیکسی‌ها موهای قشنگ و رنگارنگ دارند و بامزه‌اند. در کارتون «Pop pixie» پیکسی‌ها چشمانی بزرگ دارند و گاهی چشمان بعضی‌ها، رنگ‌های غیرطبیعی دارد؛ مثل صورتی یا بنفش.

## رفتار پیکسی‌ها
این موجودات به آزار و اذیت کردن انسان‌ها می‌پردازند. برای مثال اگر به دنبال کسی یا جایی باشیم (معمولاً در جاهایی که همه چیز مشابه همدیگرند. مانند: جنگل، بیابان، دشت و…) آن‌ها مارا گمراه کرده و سبب می‌شوند که در مسیری تکراری بی‌هدف بچرخیم. برای حل این مشکل باید لباسی را که پوشیده‌اید (جلیقه، بلوز، پیراهن و…) به صورت وارونه بپوشید. به طوری که قسمت پشتی لباس جلویتان باشد.
یکی از کلک‌های دیگرشان، این است که پیکسی‌های ماده با جلب توجه مردان آنها را به دنبال خود می‌کشانند و را از هدف اصلی خودشان دور می‌کنند.
هر پیکسی قدرت به خصوصی دارد. نظیر عشق، رویاهای شیرین، مکان‌یابی و…